# Bandera Marina de Cudeyo-Gran Premio Dynasol
La Bandera Marina de Cudeyo es una regata de remo en banco fijo que se celebra anualmente en Pedreña, Marina de Cudeyo, Cantabria en la liga San Miguel.

## Palmarés
| N.º  | Año  | Ganador     | Segundo   | Tercero     |
| ---- | ---- | ----------- | --------- | ----------- |
| I    | 2005 | Astillero   | Castro    | Pedreña     |
| II   | 2006 | Hondarribia | Pedreña   | Castro      |
| III  | 2007 | Urdaibai    | Zarautz   | Orio        |
| IV   | 2008 | Urdaibai    | Castro    | San Pedro   |
| V    | 2009 | Castro      | San Pedro | Orio        |
| VI   | 2010 | Urdaibai    | San Juan  | Pedreña     |
| VII  | 2011 | Kaiku       | Urdaibai  | Pedreña     |
|      | 2012 | -           | -         | -           |
| VIII | 2013 | Orio        | Urdaibai  | Portugalete |
| IX   | 2014 | Hondarribia | Urdaibai  | Orio        |
| X    | 2015 | Deusto      | Ondárroa  | Lekitarra   |
| XI   | 2016 | Ondárroa    | Guetaria  | Pedreña     |